# Infixnotation
Infixnotation är en notation inom matematiken, främst aritmetik, där operatorn skrivs mellan sina operander som a * b, a + b, eller a · b.

## Alternativa notationer
- Prefixnotation
- Omvänd polsk notation
- Funktionsnotation på formen f(a,b)
- Juxtaposition när operanderna skrivs tätt ihop utan någon speciell symbol för operatorn: ab.